# طبق‌زنی

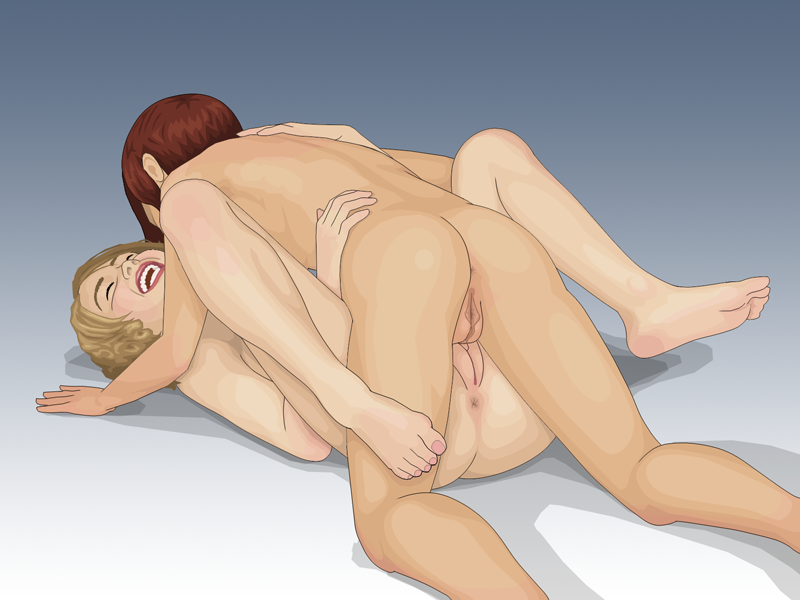
طبق‌زنیِ میسیونری دو زن و مالشِ کُسِ یکدیگر به‌هم. یکی از موقعیت‌های مختلفی که در آن زن به‌منظور لذت جنسی کُس خود را به بدن شریک جنسی‌اش می‌مالد.

طَبَق‌زَنی (به انگلیسی: Tribadism) نوعی از آمیزش جنسی زن‌آمیز در میان زنان همجنس‌گرا و دو‌جنسگرا است. در این نوع از آمیزش، دو زن روبه‌روی هم به‌طور موازی نشسته و پاها را به‌طور ضربدری به‌صورتی قرار می‌دهند که سطح خارجی فرجشان با هم تماس پیدا کرده و سپس با حرکت پایین‌تنهٔ آن‌ها را به یکدیگر تکان داده و می‌مالند؛ آن ها از این کار احساس لذت برده و به اوج جنسی می‌رسند.
این لغت امروزه به‌ندرت مورد استفاده قرار می‌گیرد اما خود عمل بین همجنس‌گرایان زن به‌شدت رواج دارد.
در میان جانوران، این عمل تنها در بونوبو دیده می‌شود. بونوبوها در کونگو ساکن هستند.
خاقانی، شاعر فارسی‌زبان قرن ششم هجری، در هجویه‌ای دربارهٔ مردم بغداد، با دقت و با جزئیات طبق‌زنی را شرح داده‌است.

## اعمال جنسی

دو زن در حال طبق‌زنی در پوزیشن قیچی

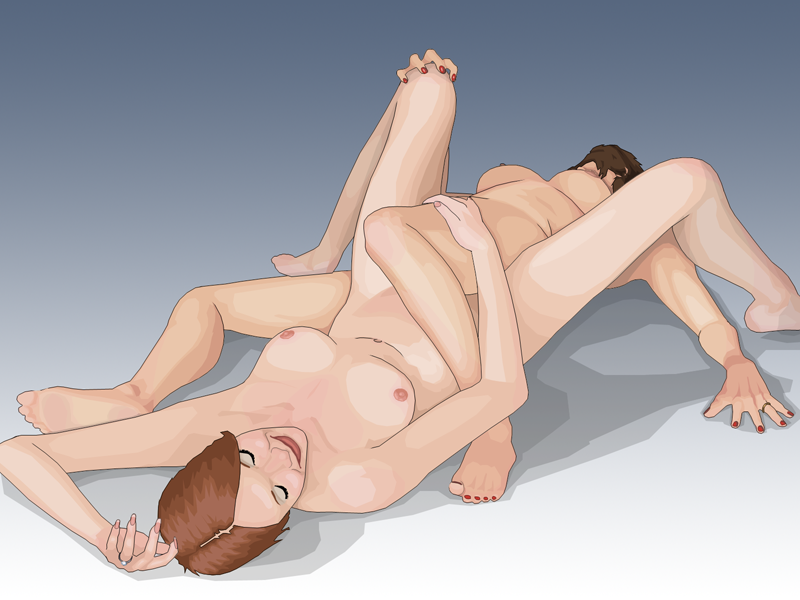
دو زن در پوزیشن قیچی

طبق‌زنی یک عمل جنسی رایج در میان زنانی است که با زنان رابطه جنسی دارند. اگرچه اصطلاح طبق‌زنی اغلب به عمل تحریک واژن با واژن گفته می‌شود، این عمل شامل انواع مختلفی از فعالیت‌های جنسی است. علاوه بر حالت قیچی که در آن دو طرف پاهای خود را در حالتی شبیه به شکل قیچی در هم می‌بندند و فرج‌های خود را به‌هم فشار می‌دهند، طبق‌زنی می‌تواند پوزیشن میسیونری، پوزیشن زن در بالا و پوزیشن داگی استایل یا حالت‌های دیگر یا حرکت ساده فرج زن روی ران، شکم، باسن، دست یا قسمت دیگری از بدن شریک جنسی‌اش را هم شامل شود.